# David Kasper
David Kasper ist ein US-amerikanischer Dokumentarfilmer, der für The Panama Deception 1993 mit einem Oscar ausgezeichnet wurde.

## Leben
David Kasper wuchs in Los Angeles auf und entwickelte in seiner Jugend ein Interesse in Radiotechnologie.  Nach der Schulzeit studierte Kasper an der University of Southern California. Er belegte dort Kurse zum Ingenieurswesen, Fernsehproduktion, Elektronik und Cinematographie. Das Studium wurde 1967 unterbrochen, als er während des Vietnamkrieges eingezogen wurde. David Kasper diente zwei Jahre in einer Kommunikationseinheit in Thailand und wurde politisiert. Danach nahm er sein Studium wieder auf und schloss es 1970 ab. In der Studienzeit machte er als Statist erste Medienerfahrungen.
Beruflich begann Kasper zunächst im Marketing von Filmverleihen zu arbeiten Nebenberuflich war er als Journalist tätig. Mit der Verbreitung der Videotechnik in den 1970ern entdeckte er sein bevorzugtes Medium. 1974 produzierte er Too Poor to Live Here, seine erste Videodokumentation über die Verdrängung ärmerer Einwohner aus dem Viertel Venice in seiner Heimatstadt. Die folgenden Jahre brachte er sich im nichtkommerziellen Rundfunk ein. 1982 traf Kasper bei einem Projekt mit Haskell Wexler auf die Aktivistin Barbara Trent. Er und Barbara Trent wurden ein Paar und begannen zusammen Dokumentationen zu produzieren. Ihr erstes gemeinsames Video war Bus to Topanga (1983).
Das Paar baute in Südkalifornien ein Netzwerk von Freiwilligen, welches 1984 zur Gründung des Empowerment Project führte. Dieses Projekt diente zur Unterstützung unabhängiger Video- und Filmproduktionen. 1985 drehte Kasper zusammen mit Barbara Trent den Dokumentarfilm Destination Nicaragua in Nicaragua. Auf diesen 1986 veröffentlichten Film folgte Coverup: Behind the Iran-Contra Affair (1988) und schließlich The Panama Deception (1992). Nachdem das Paar 1993 für The Panama Deception mit dem Oscar ausgezeichnet worden waren verlegten sie Ende 1993 den Sitz von Santa Monica (Kalifornien) nach Chapel Hill (North Carolina). Kasper hält dort Seminare zur Videoerstellung ab.